# Банич, Иван
Иван Банич (хорв. Ivan Banić; род. 18 июля 1994, Синь, Сплитско-Далматинская жупания) — хорватский футболист, вратарь клуба «Горица».

## Клубная карьера
Родом из Синя, Банич начал играть в футбол в местной команде «Юнак», прежде чем перешёл и провёл большую часть своего футбольного формирования в академии «Хайдука». После аренд в «Примораце» и «Хрваце» Банич перешёл в «Сплит», только чтобы затем снова быть отданным в аренду в «Имотски» и «Юнак». После истечения срока контракта он остался в «Юнаке», играя в третьем дивизионе Хорватии, и зарекомендовал себя там, и даже забив гол в ворота Солина в 2016 году.
Банич в начале 2017 года перешёл в Дугополе из второго дивизиона Хорватии, а летом 2018 года присоединился к «Рудешу» из высшей лиги Хорватии. После вылета он оставался ещё один сезон в клубе из Загреба, прежде чем вернулся в высшую лигу, подписав контракт с «Горицей» из Велика-Горицы. Банич впервые переехал за границу в начале 2022 года, отправившись в аренду в словенский клуб «Олимпия», но вернулся в конце сезона.

## Карьера за сборную
Банич был игроком юношеских сборных Хорватии, сыграв 20 матчей за команды возрастных категорий от 16 до 19 лет.